# Patrick Roy (animateur)
Pour les articles homonymes, voir Boyard (homonymie), Patrick Roy et Roy.
 (novembre 2016).
Si vous disposez d'ouvrages ou d'articles de référence ou si vous connaissez des sites web de qualité traitant du thème abordé ici, merci de compléter l'article en donnant les références utiles à sa vérifiabilité et en les liant à la section « Notes et références ».
Patrick Boyard, connu sous le pseudonyme de Patrick Roy, est un animateur de radio et de télévision français né le 17 avril 1952 à Niort (Deux-Sèvres) et mort le 18 février 1993 à Villejuif (Val-de-Marne).

## Biographie

### Carrière
En 1976, Patrick Roy sort diplômé de l'École française d'attachés de presse (ÉFAP).
De 1977 à 1992, il anime les émissions Vanille Fraise, Passé-Présent, Destination bonheur et Bienvenue à bord sur la radio RMC. Parallèlement, il apparaît en 1982 dans l'émission de Michel Fugain Fugues à Fugain sur TF1 où il anime la séquence « Teenager » où des jeunes viennent parler de nouveaux chanteurs, puis dans Cadence 3 sur FR3 aux côtés de Guy Lux.
En 1985, il interprète une chanson intitulée J'veux tout ça.
En 1987, il rejoint TF1. Il remplace par intermittences Éric Galliano dans Les Grandes Oreilles puis il anime L'affaire est dans le sac d'octobre 1987 à juin 1988. Il devient ensuite très populaire en animant sur TF1 les jeux Le Juste Prix de juillet 1988 jusqu'en novembre 1992 et Une famille en or de juillet 1990 à octobre 1992. De 1990 à 1992, il présente avec ses amis Philippe Risoli et Christian Morin l'émission Succès fous, émission de variétés dans laquelle sont invitées de nombreuses stars de la chanson et donnant l'occasion aux trois animateurs de se mettre en scène dans des mini-sketchs.
Durant l'été 1991, il retrouve Philippe Risoli et Guy Lux dans Intervilles. Il est apparu avec d'autres personnalités de TF1 dans la comédie musicale Le cadeau de Noël en 1991.
En 1992, dans le jeu Une famille en or, il a été victime d'un canular organisé par Patrick Sébastien, déguisé en candidat qui le prend à partie durant le jeu. Il fait partie des nombreuses stars (surtout des animateurs et animatrices de TF1) piégées par Patrick Sébastien dans l'émission Le Grand Bluff diffusée le 26 décembre 1992 sur TF1.
Avec le médecin Hervé Boissin, il écrit un livre de vulgarisation sur la santé : La Santé en questions, soyez votre premier médecin, paru aux éditions Michel Lafon en 1992.

### Mort

#### Circonstances
En octobre 1992, atteint d'un cancer, il doit entrer à l'hôpital. Philippe Risoli le remplace à partir du 10 novembre à l'antenne dans Le Juste Prix tandis que Bernard Montiel (animateur de Vidéo Gag à cette époque) prend sa succession aux commandes d'Une famille en or. Il meurt à Villejuif dans le Val-de-Marne, le 18 février 1993 d'un cancer des os. Il est inhumé à Saint-Benoît dans la Vienne où habitent ses parents.

#### Hommages
TF1 lui rend hommage dans les journaux de 13 heures et de 20 heures, qui réaliseront la plus forte audience de toute l'année 1993.
TF1 rediffuse durant l'été 1993 les numéros de Succès fous.
Sous forme d'hommage et en souvenir de leur enfant, les parents de Patrick Roy publient un livre intitulé Patrick Roy : par Colette et Pierre Boyard, ses parents, et préfacé par Jean-Pierre Foucault. Celui-ci reprend l'histoire de leur fils, de son enfance à son ascension professionnelle.

## Animateur émissions de télévision
- 1987 : Les Grandes Oreilles (TF1)
- 1987-1988 : L'affaire est dans le sac (TF1)
- 1988-1992 : Le Juste Prix (TF1)
- 1990-1992 : Succès fous (TF1)
- 1990-1992 : Une famille en or (TF1)
- 1991 : Intervilles (TF1)

## Parcours à la radio
- 1977-1992 : animateur des émissions Vanille Fraise, Passé-Présent, Destination bonheur et Bienvenue à bord sur la radio RMC